# Roger de St John
Sir Roger de St John (* um 1221; † 4. August 1265 bei Evesham) war ein englischer Adliger und Rebell.

## Leben
Roger de St John war vermutlich ein jüngerer Sohn des Lords John de St John und von dessen Frau Emma Despenser. Über seine Mutter war er ein Halbbruder von John Despenser, einem Cousin von Hugh le Despenser, dessen Schwester er vermutlich heiratete. Er war Lord von Halnaker in Sussex, dazu besaß er Ländereien in anderen Teilen Englands. Als junger Baron hatte er enge Verbindungen zum Königshof. 1253 nahm er an der Expedition von König Heinrich III. in die Gascogne teil. Vor 1256 wurde er zum Ritter geschlagen. Im August 1260 und erneut im Mai 1263 berief ihn der König zu einem Feldzug gegen Fürst Llywelyn von Wales ein, doch bereits ab 1258 unterstützte er offen die Adelsopposition gegen den König. 1262 erhielt er die königliche Erlaubnis, sein Gut Lageham in Walkested zu befestigen. Als es Anfang 1264 zum offenen Krieg der Barone kam, kämpfte St John auf Seiten der von Simon de Montfort geführten Adelsopposition. Nach dem Sieg in der Schlacht von Lewes im Mai 1264 gehörte er dem neunköpfigen Staatsrat an, der die Regierung übernommen hatte. 1265 wurde er Sekretär des Königs und übernahm die Verwaltung von Oxford Castle. Im Sommer 1265 nahm er am Feldzug von Montfort nach Westengland teil, bei dem sie von überlegenen Truppen der Anhänger des Königs gestellt wurden. Er fiel in der Schlacht von Evesham.
Roger hatte vermutlich eine Tochter von Hugh le Despenser († 1238) geheiratet, dem Vater des Justiciars Hugh le Despenser. Seine Erbin wurde seine Tochter Mabel, die William de Port heiratete. William de Port nahm den Namen St John an.